# Tsiekkimjávrre
Tsiekkimjávrre, enligt tidigare ortografi Tjekimjaure, är en sjö i Jokkmokks kommun i Lappland och ingår i Luleälvens huvudavrinningsområde. Sjön har en area på 0,522 kvadratkilometer och ligger 885 meter över havet. Tsiekkimjávrre ligger i Padjelanta Natura 2000-område. Sjön avvattnas av vattendraget Rådokjåhkå som är ett biflöde till Bållávrjåhkå. Nedströms Gieddávrre byter vattendraget namn till Gieddejåhkå.

## Delavrinningsområde
Tsiekkimjávrre ingår i det delavrinningsområde (746360-155240) som SMHI kallar för Utloppet av Tjekimjaure. Medelhöjden är 908 meter över havet och ytan är 2,44 kvadratkilometer. Räknas de 4 avrinningsområdena uppströms in blir den ackumulerade arean 20,02 kvadratkilometer. Gieddejåhkå som avvattnar avrinningsområdet har biflödesordning 4, vilket innebär att vattnet flödar genom totalt 4 vattendrag (Gieddejåhkå, Vuojatädno, Stora Luleälv, Luleälven) innan det når havet efter 446 kilometer. Avrinningsområdet består mestadels av kalfjäll (79 procent). Avrinningsområdet har 0,52 kvadratkilometer vattenytor vilket ger det en sjöprocent på 21,3 procent.

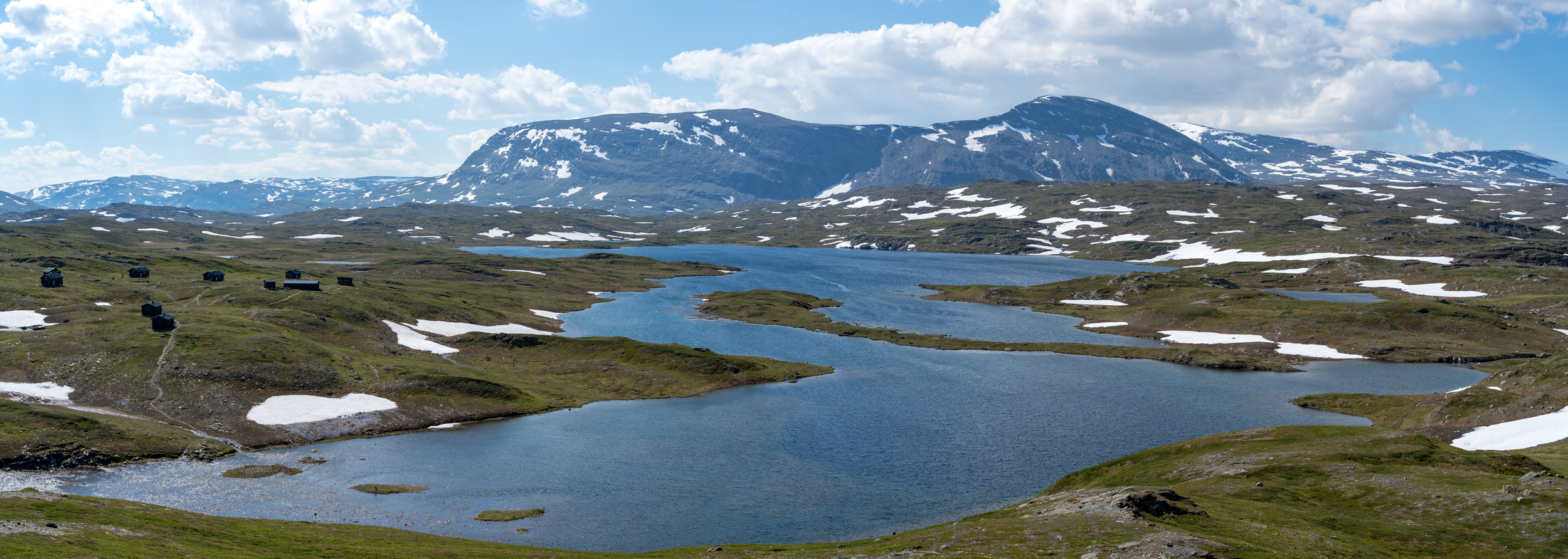
Tsiekkimjávrre och Duottarstugorna - vy mot söder.